# Coordenadas bipolares cilíndricas

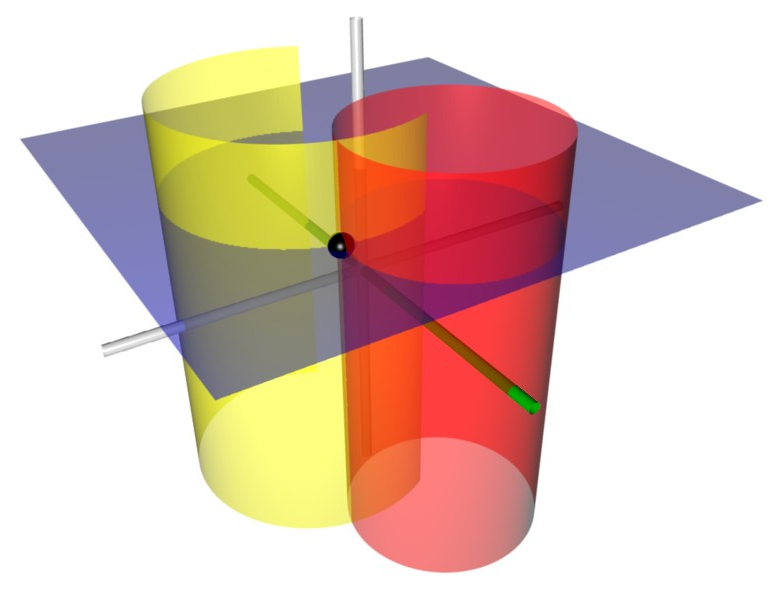
Superficies coordenadas de las coordenadas cilíndricas bipolares. La medialuna amarilla corresponde a σ, mientras que el tubo rojo corresponde a τ y el plano azul corresponde a z=1. Las tres superficies se cortan en el punto P (mostrado como una esfera negra)

Las coordenadas bipolares cilíndricas (también denominadas coordenadas cilíndricas bipolares) son un sistema de referencia tridimensional ortogonal que resulta de proyectar un sistema de coordenadas bipolares bidimensional en la dirección perpendicular {\displaystyle z}. Las dos rectas de los focos {\displaystyle F_{1}} y {\displaystyle F_{2}} de la circunferencia de Apolonio proyectada se consideran generalmente definidas por {\displaystyle x=-a} y {\displaystyle x=+a}, respectivamente, (y por {\displaystyle y=0}) en coordenadas cartesianas.
El término bipolar se utiliza a menudo para describir otras curvas que tienen dos puntos singulares (focos), como elipses, hipérbolas y óvalos de Cassini. Sin embargo, el término coordenadas bipolares nunca se utiliza para describir coordenadas asociadas con esas curvas, que tienen sus propios nombres (como por ejemplo, en el caso de las coordenadas elípticas).

## Definición básica
La definición más común de las coordenadas bipolares cilíndricas {\displaystyle (\sigma ,\tau ,z)} es
{\displaystyle x=a\ {\frac {\sinh \tau }{\cosh \tau -\cos \sigma }}}
{\displaystyle y=a\ {\frac {\sin \sigma }{\cosh \tau -\cos \sigma }}}
{\displaystyle z=\ z}
donde la coordenada {\displaystyle \sigma } de un punto {\displaystyle P} es igual al ángulo {\displaystyle F_{1}PF_{2}} y la coordenada {\displaystyle \tau } es igual al logaritmo natural de la relación entre las distancias {\displaystyle d_{1}} y {\displaystyle d_{2}} y las líneas rectas focales
{\displaystyle \tau =\ln {\frac {d_{1}}{d_{2}}}}
(debe recordarse que las líneas rectas focales {\displaystyle F_{1}} y {\displaystyle F_{2}} están ubicadas en {\displaystyle x=-a} y {\displaystyle x=+a}, respectivamente).
Las superficies de {\displaystyle \sigma } constante corresponden a cilindros de diferentes radios
{\displaystyle x^{2}+\left(y-a\cot \sigma \right)^{2}={\frac {a^{2}}{\sin ^{2}\sigma }}}
que pasan todos por las líneas focales y no son concéntricos. Las superficies de {\displaystyle \tau } constante son cilindros de diferentes radios que no se intersecan
{\displaystyle y^{2}+\left(x-a\coth \tau \right)^{2}={\frac {a^{2}}{\sinh ^{2}\tau }}}
que rodean las líneas focales pero nuevamente no son concéntricos. Las líneas focales y todos estos cilindros son paralelos al eje {\displaystyle z} (la dirección de proyección). En el plano {\displaystyle z=0}, los centros de los cilindros {\displaystyle \sigma } constante y {\displaystyle \tau } constante se encuentran en los ejes {\displaystyle y} y {\displaystyle x}, respectivamente.

## Factores de escala
Los factores de escala para las coordenadas bipolares {\displaystyle \sigma } y {\displaystyle \tau } son iguales
{\displaystyle h_{\sigma }=h_{\tau }={\frac {a}{\cosh \tau -\cos \sigma }}}
mientras que el factor de escala restante {\displaystyle h_{z}=1}.
Por lo tanto, el elemento de volumen infinitesimal es igual a
{\displaystyle dV={\frac {a^{2}}{\left(\cosh \tau -\cos \sigma \right)^{2}}}d\sigma d\tau dz}
y el laplaciano está dado por
{\displaystyle \nabla ^{2}\Phi ={\frac {1}{a^{2}}}\left(\cosh \tau -\cos \sigma \right)^{2}\left({\frac {\partial ^{2}\Phi }{\partial \sigma ^{2}}}+{\frac {\partial ^{2}\Phi }{\partial \tau ^{2}}}\right)+{\frac {\partial ^{2}\Phi }{\partial z^{2}}}}
Otros operadores diferenciales como {\displaystyle \nabla \cdot \mathbf {F} } y {\displaystyle \nabla \times \mathbf {F} } se pueden expresar en las coordenadas {\displaystyle (\sigma ,\tau )} sustituyendo los factores de escala en las fórmulas generales que se encuentran en el artículo dedicado a las coordenadas ortogonales.

## Aplicaciones
Las aplicaciones clásicas de las coordenadas bipolares son la resolución de ecuaciones en derivadas parciales, como por ejemplo, la ecuación de Laplace o la ecuación de Helmholtz, para las que las coordenadas bipolares permiten utilizar un método de separación de variables (en 2D). Un ejemplo típico sería el campo eléctrico que rodea dos conductores cilíndricos paralelos.